# Захарий Варненски
Захарий (на гръцки: Ζαχαρίας) е православен духовник, варненски митрополит на Вселенската патриаршия.

## Биография
Роден е на Андрос в 1770 година. През юни 1817 година е избран и по-късно ръкоположен за варненски митрополит. Остава на този пост до 1821 година, когато е отровен от варненски първенци Чакър чорбаджи, Захария Карамфилов, поп Манол, Христодулов, Николов, К. Ченесизолу и капитан Парашкева Капаклъ. Османските власти реагират бързо, вероятно във връзка с гръцкото въстание и осъждат извършителите на смърт, като те са обесен на Великден 1821 година. Също сурово са наказани поп Иван заедно с редица жители на Бяла.